# Predator (franchise)
Predator är en franchise som innehåller hittills fyra filmer, samt ett antal datorspel, konsolspel, mobilspel, serietidningar och böcker.

## Filmer
- Rovdjuret (1987)
- Rovdjuret 2 (1990)
- Predators (2010)
- The Predator (2018)

## TV-spel

### 1980-talet
- Predator (1987)

### 1990-talet
- Predator 2 (1990-1991)
- Predator 2 (1991-1992)

### 2000-talet
- Predator (2004)
- Predator: Concrete Jungle (2005)
- Predator: The Duel (2008)

### 2010-talet
- Predators (2010)
- Predators: The Hunt (2012)